# Zentrale Aufnahmeeinrichtung für Asylbewerber Nordbayern

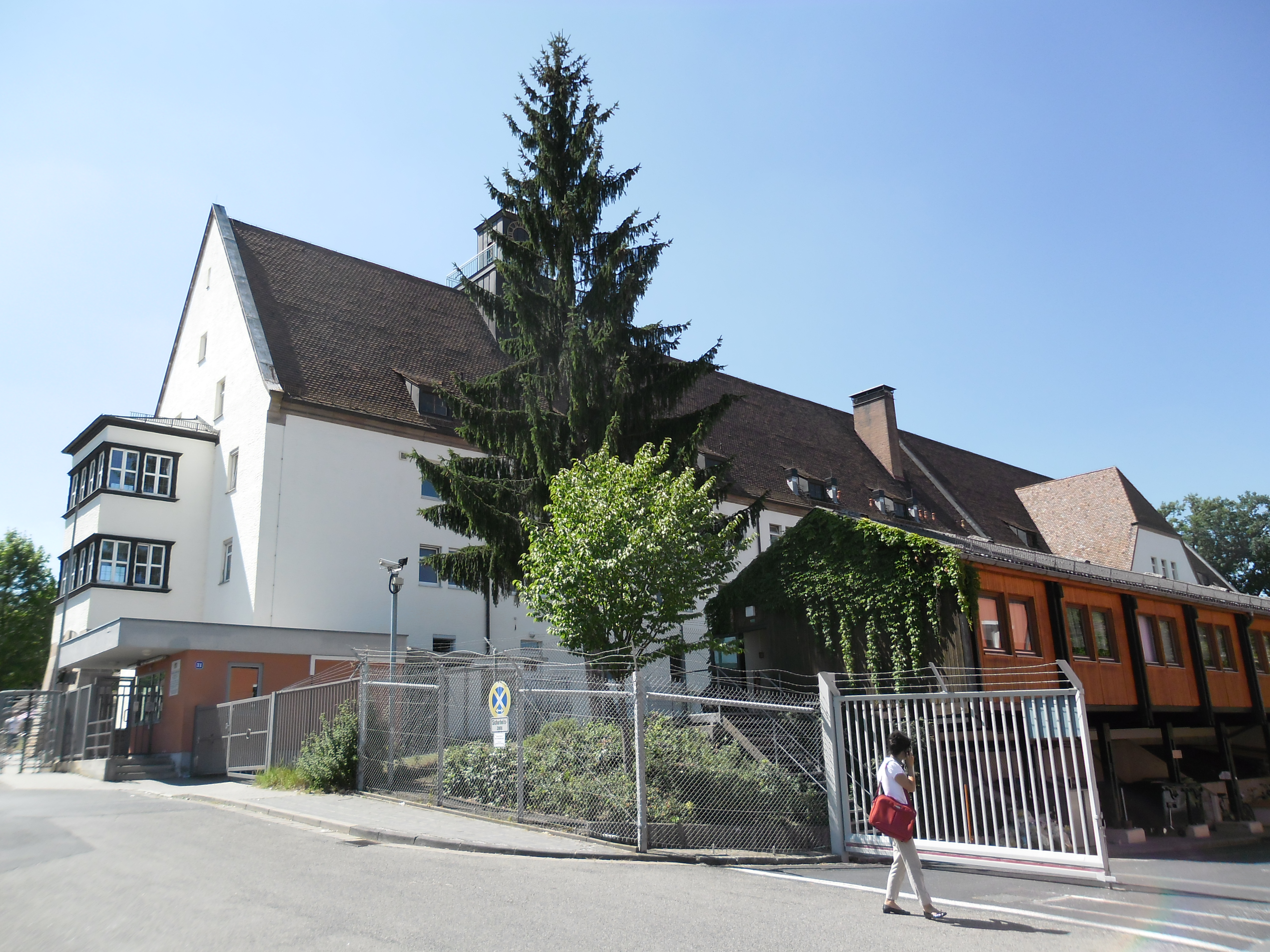
ZAE Zirndorf

Die Zentrale Aufnahmeeinrichtung für Asylbewerber Nordbayern befindet sich an der Rothenburger Straße 31, Zirndorf, Bayern. Die Erstaufnahmeeinrichtung ist für 500 Personen ausgelegt, wird aber auch mit 800 Personen oder mehr belegt, was durch zusätzliche Zelte ermöglicht wird. Darüber hinaus werden Asylbewerber an die umliegenden Landkreise und kreisfreien Städte verteilt. Der bei Terrorermittlungen gegen Bundeswehrsoldaten ab 2017 festgenommene Bundeswehrsoldat Franco A. hatte im Januar 2016 hier einen Asylantrag gestellt.